# Lieder Live
Lieder Live ist das erste Livealbum des deutschen Popsängers Adel Tawil.

## Entstehung und Artwork

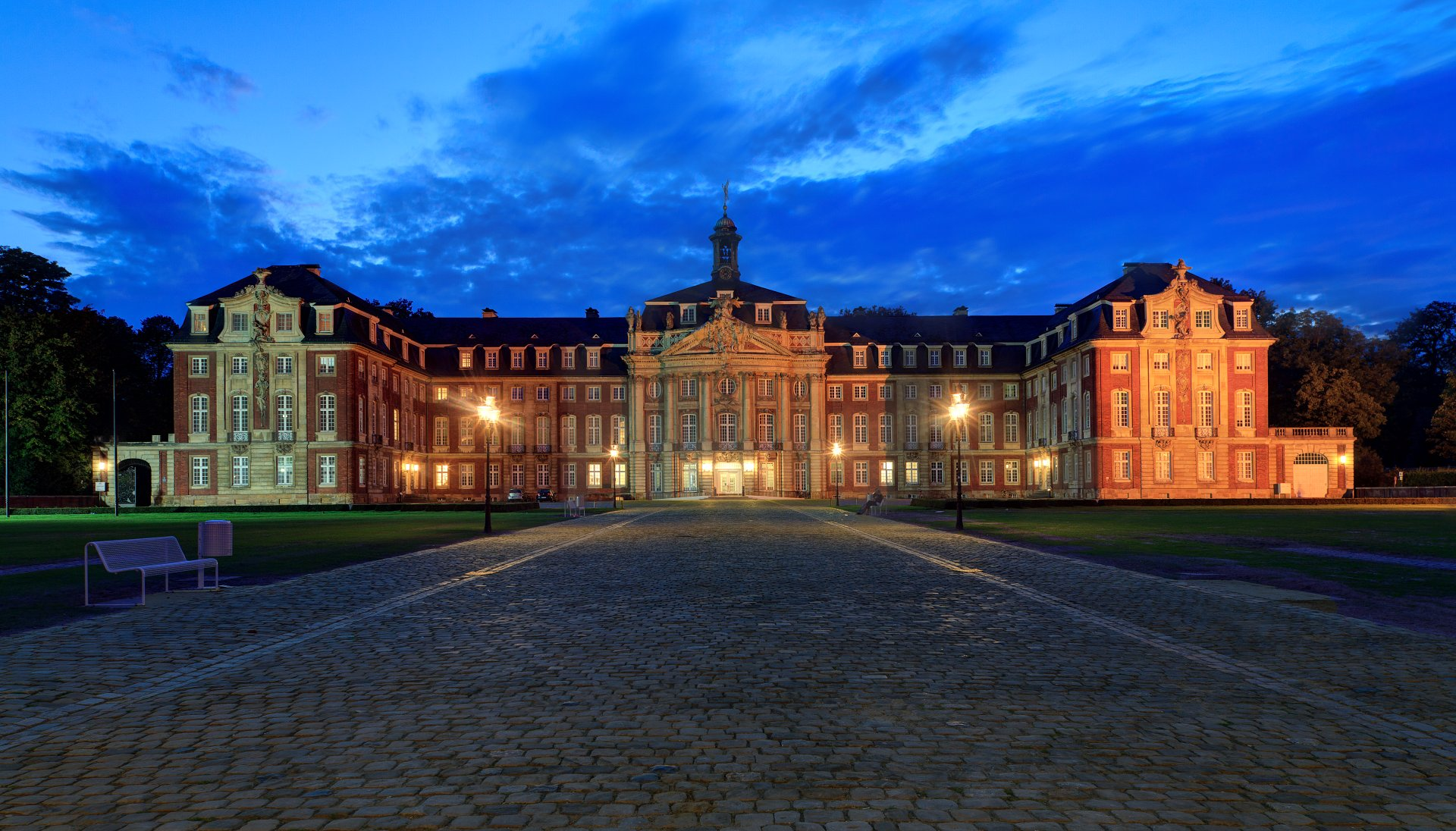
Das fürstbischöfliche Schloss in Münster

Die Liveaufnahmen für Lieder Live erfolgten am 26. September 2014 bei einem Konzert im Schlosspark in Münster. Das Open-Air-Konzert erfolgte im Rahmen der Feierlichkeiten zum 750-jährigen Jubiläums des Sankt-Paulus-Doms vor rund 10.000 Fans. Bis auf einen Titel wurden alle Stücke von Adel Tawil zusammen mit weiteren Koautoren geschrieben. Bei den meisten Liedern arbeitete Tawil zusammen mit Beatzarre, Tobias Kuhn und Konstantin Scherer. Das Album wurde unter dem Musiklabel Vertigo Berlin veröffentlicht und durch Universal Music Publishing vertrieben. Auf dem Cover des Albums ist – neben Künstlernamen und Liedtitel – Tawil während eines Konzertes zu sehen. Im Vordergrund sind alle Titel des Albums in einer Art Graffitischrift zu sehen.

## Veröffentlichung und Promotion
Die Erstveröffentlichung von Lieder Live erfolgte am 14. November 2014 in Deutschland, Österreich und der Schweiz. Das Album besteht aus 16 Liveaufnahmen. Neben der regulären Albumveröffentlichung folgte zeitgleich die Veröffentlichung einer „Deluxe Edition“. Diese beinhaltet ein Videoalbum mit den Liveaufnahmen des Konzertes.
Das Konzert in Münster fand im Rahmen von Tawils Lieder Tour statt. Diese führte er gemeinsam mit seiner Liveband im Folgejahr weiter. Insgesamt spielten sie zusammen 62 Konzerte in eineinhalbjahren. Die Tour führte sie durch Deutschland, Österreich und die Schweiz.

## Titelliste
Alle Liedtexte sind in deutscher Sprache verfasst. Musikalisch bewegen sich die Songs im Bereich der Popmusik. Mit Ausnahme von So soll es bleiben wurden alle Lieder von Tawil, zusammen mit wechselnden Komponisten, geschrieben.
Im Vergleich zur Studioversion von Lieder sind folgende Titel nicht auf der Liveversion enthalten: Unter Wasser, Auf Sand gebaut, Schnee, Dunkelheit, Neujahr und Paradies. Dafür sind mit Vom selben Stern, Stark und So soll es bleiben drei alte Ich + Ich-Lieder und mit Stadt ein altes Stück, an dem Tawil als Gastsänger beteiligt war, enthalten.
| # | Titel              | Autor(en)                                                                             | Produzent(en) 1                                                                     | Länge |
| - | ------------------ | ------------------------------------------------------------------------------------- | ----------------------------------------------------------------------------------- | ----- |
|   | CD 1               |                                                                                       |                                                                                     |       |
| 1 | Immer da           | Beatzarre, Erika Nuri, Konstantin Scherer, Adel Tawil, Arezu Weitholz                 | Beatzarre, Konstantin Scherer, Adel Tawil                                           | 4:22  |
| 2 | Herzschrittmacher  | Adel Tawil, Simon Triebel, Ali Zuckowski                                              | Andreas Herbig                                                                      | 5:09  |
| 3 | Weinen             | Sebastian Kirchner, Heike Kospach, Adel Tawil                                         | Andreas Herbig, Sebastian Kirchner, Adel Tawil                                      | 3:53  |
| 4 | Graffiti Love      | Dirk Berger, David Conen, Adel Tawil, Vincent von Schlippenbach, Mario Wesser         | The Krauts                                                                          | 4:48  |
| 5 | Wenn du liebst     | Robin Grubert, Inga Humpe, David Jost, Joaquim Peerson, Adel Tawil, Ali Zuckowski     | Robin Grubert                                                                       | 4:39  |
| 6 | Kartenhaus         | Robin Grubert, Adel Tawil, Simon Triebel, Ali Zuckowski                               | Robin Grubert, Adel Tawil                                                           | 4:56  |
| 7 | Stark              | Florian Fischer, Annette Humpe, Sebastian Kirchner, Adel Tawil                        | Florian Fischer, Andreas Herbig (Co), Annette Humpe, Sebastian Kirchner, Adel Tawil | 5:29  |
| 8 | Niemals niemand    | Sebastian Kirchner, Tobias Kuhn, Adel Tawil, Sebastian Wehlings                       | Tobias Kuhn, Adel Tawil                                                             | 5:58  |
|   | CD 2               |                                                                                       |                                                                                     |       |
| 1 | Aschenflug Medley  | Beatzarre, Friedrich Kautz, Konstantin Scherer, Adel Tawil, Paul Würdig               | Beatzarre, Konstantin Scherer                                                       | 6:35  |
| 2 | Zuhause            | Beatzarre, Jack Knight, Matisyahu, Konstantin Scherer, Adel Tawil                     | Beatzarre, Konstantin Scherer                                                       | 3:42  |
| 3 | Stadt              | Flo Fischer, Sebastian Kirchner, Heike Kospach, Paul NZA, Marek Pompetzki, Adel Tawil | Paul NZA, Marek Pompetzki                                                           | 3:54  |
| 4 | Lieder             | Sebastian Kirchner, Tobias Kuhn, Adel Tawil, Sebastian Wehlings                       | Beatzarre, Andreas Herbig, Konstantin Scherer, Tobias Kuhn, Adel Tawil              | 5:12  |
| 5 | So soll es bleiben | Annette Humpe                                                                         | Florian Fischer, Sebastian Kirchner, Annette Humpe, Adel Tawil                      | 6:32  |
| 6 | Vermiss mich       | Beatzarre, Konstantin Scherer, Adel Tawil, Sebastian Wehlings                         | Beatzarre, Konstantin Scherer                                                       | 5:41  |
| 7 | Vom selben Stern   | Florian Fischer, Annette Humpe, Sebastian Kirchner, Adel Tawil                        | Florian Fischer, Andreas Herbig (Co), Annette Humpe, Sebastian Kirchner, Adel Tawil | 7:50  |
| 8 | Kater am Meer      | Beatzarre, Konstantin Scherer, Adel Tawil, Malo Wesser                                | Beatzarre, Konstantin Scherer                                                       | 14:04 |

## Charts und Chartplatzierungen
Alle Verkäufe des Albums wurden denen von Lieder hinzugezählt, sodass sich das Album nicht als eigenständiger Tonträger in den Charts platzieren konnte.